# Simulium argenteostriatum
Simulium argenteostriatum är en tvåvingeart som beskrevs av Gabriel Strobl 1898. Simulium argenteostriatum ingår i släktet Simulium och familjen knott. Inga underarter finns listade i Catalogue of Life.